# Loxerebia stoetzneriana
Loxerebia stoetzneriana är en fjärilsart som beskrevs av Draeseke 1925. Loxerebia stoetzneriana ingår i släktet Loxerebia och familjen praktfjärilar. Inga underarter finns listade i Catalogue of Life.